# Tabanus optatus
Tabanus optatus är en tvåvingeart som beskrevs av Walker 1856. Tabanus optatus ingår i släktet Tabanus och familjen bromsar. Inga underarter finns listade i Catalogue of Life.